# Джордан Ромеро
Джордан Давід Ромеро (англ. Jordan David Romero; 12 липня 1996) — американський альпініст, станом на кінець 2011 року — наймолодший підкорювач семи найвищих вершин усіх континентів.

## Життєпис
Шлях Джордана до рекорду почався, коли йому було всього десять, — він став наймолодшим підкорювачем африканського вулкана Кіліманджаро (5895 м). У квітні 2007 року Ромеро здійснив сходження на найвищу гору Австралії — Костюшко. У липні 2007 року, незадовго до свого 11-річчя, він зійшов на європейський Ельбрус (5642 м), а до наступного червня підкорив найвищі вершини Америки — Мак-Кінлі (6194 м) і Аконкагуа (6962 м). У вересні 2009-го була подолана гора Пунчак-Джая (4884 м), яка, хоч і розташована в азійській Індонезії, за геологічними причинами вважається найвищою в Австралії та Океанії. А передостаннім у травні 2010 став Еверест (8848 м).
Сходження американського рекордсмена на останню, сьому гору зі списку — пік Вінсон в Антарктиді — відбулося 24 грудня 2011 разом з батьком і мачухою, які є досвідченими альпіністами. Джордан Ромеро і його супутники хотіли піднятися на вершину масиву Вінсон (4892 м) в Різдво, але ідеальні погодні умови (в Антарктиді якраз літо) спонукали їх зробити це на день раніше. 25 грудня 2011 вони вже повернулися в базовий табір.
Усі свої сходження Джордан Ромеро проводить у компанії кількох родичів та друзів. Хлопець зазначає, що у таких походах дуже важливим є те, хто йде поруч з тобою. Адже у багатьох випадках від злагодженості команди залежить не лише успіх експедиції, але й життя її учасників.
Джордан Ромеро став наймолодшим альпіністом, що підкорив Сім вершин, здійснивши мрію багатьох альпіністів. Він перевершив досягнення британця Джорджа Аткінсона, якому 26 травня 2011, на момент сходження на останній з сімки Еверест, було 16 років.

## Виноски
1. ↑  www.pitchengine.com. Архів оригіналу за 21 липня 2011. Процитовано 29 грудня 2011.
2. ↑  15-річний Джордан Ромеро подолав сім найбільших вершин світу. Архів оригіналу за 15 березня 2012. Процитовано 29 грудня 2011.
3. ↑  15-річний американець підкорив найвищі вершини світу. Архів оригіналу за 10 травня 2012. Процитовано 29 грудня 2011.